# Filipijns Huis van Afgevaardigden
Het Filipijnse Huis van Afgevaardigden is een van de twee kamers van het Filipijns Congres. De andere kamer is de Filipijnse Senaat. Het Huis van Afgevaardigden bestaat in zijn huidige vorm sinds de grondwet van 1987.
Het Filipijnse Huis van Afgevaardigden bestaat uit maximaal 250 leden. Binnen dit Huis van Afgevaardigden bestaan twee soorten leden: de leden die een district vertegenwoordigen (de zogenaamde district congressmen) en de leden die een bepaalde bevolkingsgroep representeren (de sectoral congressmen). De eerste vertegenwoordigt een geografisch gebied binnen de Filipijnen. Elke provincie bestaat uit minstens één kiesdistrict, terwijl ook sommige steden een eigen kiesdistrict zijn. De tweede vertegenwoordigt bepaalde minderheidsgroeperingen van de bevolking, om ervoor te zorgen dat de belangen van deze groeperingen ook behartigd worden. De huidige voorzitter van het huis is Prospero Nograles

## In het nieuws
- Bij een bomaanslag op 13 november 2007 voor het Filipijnse Huis van Afgevaardigden vallen drie doden en zeven gewonden. Onder de doden is de afgevaardigde van Basilan, Wahab Akbar.

## District afgevaardigden
Alle provincies en diverse steden hebben minstens een afgevaardigde in het Filipijns Congres. Deze afgevaardigde wordt gekozen door de kiesgerechtigde inwoners van een kiesdistrict. Elk kiesdistrict is zo gekozen dat het inwonertal ongeveer 250.000 tot 500,000 mensen is.

### provinciale kiesdistricten
| - Abra (1) - Agusan del Norte (2) - Agusan del Sur (1) - Aklan (1) - Albay (3) - Antique (1) - Apayao (1) - Aurora (1) - Basilan (1) - Bataan (2) - Batanes (1) - Batangas (4) - Benguet (1) - Biliran (1) - Bohol (3) - Bukidnon (3) - Bulacan (4) - Cagayan (3) - Camarines Norte (1) - Camarines Sur (4) - Camiguin (1) - Capiz (2) - Catanduanes (1) - Cavite (3) - Cebu (6) - Compostela Valley (2) - Cotabato (2) | - Davao del Norte (2) - Davao del Sur (2) - Davao Oriental (2) - Dinagat Islands (1) - Eastern Samar (1) - Guimaras (1) - Ifugao (1) - Ilocos Norte (2) - Ilocos Sur (2) - Iloilo (5) - Isabela (4) - Kalinga (1) - La Union (2) - Laguna (4) - Lanao del Norte (2) - Lanao del Sur (2) - Leyte (5) - Maguindanao (2) - Marinduque (1) - Masbate (3) - Misamis Occidental (2) - Misamis Oriental (2) - Mountain Province (1) - Negros Occidental (6) - Negros Oriental (3) - Northern Samar (2) - Nueva Ecija (4) | - Nueva Vizcaya (1) - Occidental Mindoro (1) - Oriental Mindoro (2) - Palawan (2) - Pampanga (4) - Pangasinan (6) - Quezon (4) - Quirino (1) - Rizal (2) - Romblon (1) - Samar (2) - Sarangani (1) - Shariff Kabunsuan (1) - Siquijor (1) - Sorsogon (2) - South Cotabato (2) - Southern Leyte (1) - Sultan Kudarat (1) - Sulu (2) - Surigao del Norte (2) - Surigao del Sur (2) - Tarlac (3) - Tawi-Tawi (1) - Zambales (2) - Zamboanga del Norte (3) - Zamboanga del Sur (2) - Zamboanga Sibugay (1) |

### kiesdistricten van steden en gemeenten
| - Antipolo (2) - Bacolod (1) - Baguio (1) - Cagayan de Oro (2) - Caloocan (2) - Cebu City (2) - Davao City (3) - Iloilo City (1) | - Las Piñas (1) - Makati (2) - Malabon-Navotas (1) - Mandaluyong (1) - Manila (6) - Marikina (2) - Muntinlupa (1) - Parañaque (2) | - Pasay (1) - Pasig (1) - Pateros-Taguig (1) - Quezon City (4) - San Jose del Monte (1) - San Juan (1) - Taguig (1) - Valenzuela (2) - Zamboanga City (2) |